# Conor McGregor
Conor Anthony McGregor (Dublin, 14 juli 1988) is een Iers MMA-vechter.  Hij was van 12 december 2015 tot 26 november 2016 wereldkampioen vedergewicht (tot 66 kilo) en van 13 november 2016 tot 7 april 2018 (ook) wereldkampioen lichtgewicht (tot 70 kilo) bij de UFC. McGregor was daarmee de eerste MMA-vechter ooit met UFC-titels in meerdere gewichtsklassen tegelijkertijd.

## Carrière

### Jeugd
McGregor groeide op in Crumlin, een buitenwijk van Dublin. Hij speelde in zijn jeugd voetbal en begon op zijn twaalfde met boksen. Hij begon op zijn zeventiende aan een opleiding tot loodgieter. In 2006 ging hij samen met zijn vriend Tom Egan trainen in MMA. McGregor leerde Egan wat hij kon, terwijl Egan hem bijbracht wat hij wist van grappling. McGregor vervolgde zijn training daarna onder de hoede van coach John Kavanagh van Straight Blast Gym.

### UFC-kampioen vedergewicht
McGregor bouwde van 2008 tot en met 2015 een status van zeventien overwinningen en twee nederlagen als professioneel MMA-vechter op. Hierbij vocht hij doorgaans als vedergewicht en enkele keren als lichtgewicht. Hij werd in beide gewichtsklassen kampioen binnen Cage Warriors, een van de organisaties waarvoor hij in die tijd uitkwam. McGregor debuteerde op 6 april 2013 bij de UFC. Hij had die dag iets meer dan een minuut nodig om Marcus Brimage technisch knock-out (TKO) te slaan. Daarna won hij ook van Max Holloway (unanieme jurybeslissing), Diego Brandão (TKO), Dustin Poirier (TKO) en Dennis Siver (TKO).
McGregor zou vervolgens op 11 juli 2015 om de UFC-wereldtitel vedergewicht vechten tegen regerend titelhouder José Aldo. Die trok zich niettemin terug met een ribblessure. McGregor vocht daarom in plaats daarvan voor de interim-wereldtitel tegen de Amerikaan Chad Mendes, op dat moment #1 op de ranglijst van de uitdagers bij de UFC. Drie seconden voor het einde van de tweede ronde stopte de scheidsrechter het gevecht in het voordeel van de Ier. McGregor vocht vervolgens op 12 december 2015 alsnog tegen de dan ruim negen jaar ongeslagen Aldo voor de algehele UFC-wereldtitel vedergewicht. Nadat de Braziliaan aan het begin van de eerste ronde instapte, sloeg McGregor hem met links knock-out. Hij raakte de gevallen Aldo daarna nog twee keer op het hoofd, waarna de scheidsrechter na dertien seconden in de eerste ronde het gevecht beëindigde in het voordeel van McGregor.

### Sprong in gewichtsklassen
Na het winnen van de UFC-titel in het vedergewicht, zou McGregor het op 5 maart 2016 opnemen tegen Rafael dos Anjos, op dat moment de kampioen één gewichtsklasse hoger (lichtgewicht, tot 70 kilo). Als de Ier dat gevecht zou winnen, zou hij de eerste zijn in de geschiedenis van de UFC met titels in twee gewichtsklassen tegelijkertijd op zijn naam. Dos Anjos zegde ruim een week voor het gevecht zou plaatsvinden echter af vanwege een gebroken voet.
McGregor koos vervolgens uit een aantal uitdagers Nate Diaz uit als vervangende tegenstander. Zij spraken af om het tegen elkaar op te nemen in het weltergewicht (tot 77 kilo), twee gewichtsklassen hoger dan die waarin McGregor titelhouder was. Dit omdat Diaz, doorgaans actief als lichtgewicht, minder dan twee weken de tijd had om gewicht te verliezen. De Ier domineerde de eerste ronde en het begin van ronde 2 van hun gevecht. Nadat Diaz hem vervolgens een klap op de kin gaf, raakte McGregor versuft en had zijn tegenstander de overhand. Hij probeerde hier onderuit te komen door naar Diaz' benen te duiken, maar die was in het daaropvolgende grondgevecht ook de dominante partij. Na nog enkele klappen nam hij McGregor in een verwurging die de Ier dwong om af te kloppen. Doordat het gevecht plaatsvond in de weltergewichtdivisie behield McGregor zijn vedergewichttitel, maar zijn ongeslagen status bij de UFC was verleden tijd. Er werd een onmiddellijke rematch tussen McGregor en Diaz op de agenda gezet voor 9 juli 2016, tijdens UFC 200. De UFC schrapte die partij nadat McGregor in april weigerde om vanaf een trainingslocatie in IJsland naar de Verenigde Staten te vliegen voor promotieactiviteiten. De rematch vond op 20 augustus 2016 alsnog plaats, opnieuw in Las Vegas en opnieuw in het weltergewicht. Ditmaal won McGregor. Hij moest die dag voor het eerst in zijn carrière vijf ronden van vijf minuten volmaken, maar na afloop wees de meerderheid van de jury hem als winnaar aan.

### UFC-kampioen veder- én lichtgewicht
De UFC kondigde in september 2016 een gevecht tussen McGregor en de - nieuwe - kampioen lichtgewicht Eddie Alvarez aan, op 12 november van dat jaar. Daarmee kreeg hij een nieuwe kans om als eerste in de geschiedenis van de organisatie in twee gewichtsklassen tegelijkertijd kampioen te zijn. UFC-voorzitter Dana White stelde wel als voorwaarde dat als McGregor van Alvarez zou winnen, hij na het gevecht afstand moest doen van een van zijn twee titels. McGregor sloeg Alvarez in de eerste ronde van hun gevecht drie keer naar de grond. Toen hij dat na drie minuten in de tweede ronde nog een keer deed en op zijn aangeslagen tegenstander dook, beëindigde arbiter John McCarthy de partij en was McGregor UFC-kampioen in het veder- én lichtgewicht. Daarmee was hij na Randy Couture en B.J. Penn de derde MMA-vechter in de historie die UFC-titels in meerdere gewichtsklassen won en de eerste die er twee tegelijk in bezit had.
McGregor deed op 26 november 2016 afstand van zijn wereldtitel in het vedergewicht, die werd teruggegeven aan (de op dat moment interim-kampioen) Aldo.

### McGregor vs. Mayweather
McGregor nam na het winnen van zijn tweede wereldtitel een tijd vrijaf in verband met de zwangerschap van zijn vriendin. Hun zoon - Conor jr. - werd in mei 2017 geboren. Hij hield zich in de tussentijd bezig met onderhandelingen over en het promoten van een bokspartij tussen hem en de nooit verslagen wereldkampioen boksen Floyd Mayweather jr. Dit terwijl McGregor nog nooit een professionele partij had gebokst. UFC-voorzitter White maakte in juni 2017 officieel bekend dat de twee het op 26 augustus 2017 tegen elkaar op zouden nemen in Las Vegas. Het gevecht kwam publiekelijk bekend te staan als 'The Money Fight. Dit omdat Mayweather circa 300 miljoen dollar zou opstrijken voor de partij (prijzengeld en deling in recette, pay-per-view, internationale uitzendrechten, etc. samen), McGregor ruim 100 miljoen. De Ier hield het uiteindelijk meer dan negen ronden vol tegen Mayweather. Halverwege de tiende stopte de scheidsrechter het gevecht omdat McGregor zich niet voldoende meer verdedigde.

### Terugkeer in de UFC
De UFC ontnam McGregor op 7 april 2018 zijn wereldtitel in het lichtgewicht, nadat hij hem zeventien maanden niet had verdedigd. Chabib Noermagomedov versloeg die dag Al Iaquinta en werd daarmee de nieuwe kampioen. Met het doel zijn titel te heroveren nam McGregor het op 6 oktober 2018 op tegen Noermagomedov. De titel bleef echter in het bezit van de Rus. McGregor moest na drie minuten in de vierde ronde afkloppen nadat Noermagomedov hem vastzette in een nekklem.
McGregor plaatste in maart 2019 een bericht op Twitter waarin hij vertelde te stoppen met MMA. Dit was de tweede keer na een soortgelijk bericht in april 2016. McGregors bericht kwam twee maanden na de geboorte van zijn tweede kind (een dochter) en de oprichting van zijn eigen whiskymerk Proper No. Twelve. Hij bleef zich niettemin op social media en in interviews profileren als actieve MMA-vechter en bespreken tegen welke tegenstanders hij zou willen vechten.
McGregor stapte in januari 2020 voor het eerst in vijftien maanden weer de kooi van de UFC in, om het op te nemen tegen Donald Cerrone. Dit gevecht vond plaats in het weltergewicht. McGregor had veertig seconden nodig om zijn tegenstander TKO te slaan. Na een gemiste eerste uithaal met links, gebruikte hij zijn schouder om Cerrone's neus kapot te stoten. Met een trap tegen het hoofd en een serie stoten met links werkte McGregor de Amerikaan vervolgens tegen de grond. Na nog een volgende serie klappen tegen Cerrone's hoofd, stopte de scheidsrechter het gevecht.

### Trilogie tegen Poirier
Op 24 januari 2021 stapte de Ier voor het eerst in een jaar terug in de kooi, hij nam het op tegen de Amerikaan Dustin Poirier. Het gevecht vond plaats op het fight island in Abu-Dhabi. McGregor verloor het gevecht in de 2de ronde na een TKO. Na verschillende schoppen tegen het been van de Ier, kon Poirier McGregor met enkele rake uithalen tegen de grond werken, waarna het gevecht stopgezet werd. Het was de eerste keer dat McGregor een gevecht in de UFC verloor na een TKO. Op 10 juli 2021 ging McGregor voor de derde keer in duel met Poirier, het gevecht werd door de UFC gepromoot als afsluiter van de trilogie tussen de Ier en de Amerikaan. Het gevecht werd na de eerste ronde stilgelegd wegens een gebroken scheenbeen van de Ier.